# Brian Schweitzer
Brian David Schweitzer (født 4. september 1955) er en amerikansk politiker for det demokratiske parti. Han var guvernør i delstaten Montana fra den 5. januar 2005 til den 7. januar 2013.